# Якупов Харіс Абдрахманович
Харіс Абдрахманович Якупов (рос. Харис Абдрахманович Якупов; нар. 23 грудня 1919, Казань, РРФСР — пом. 17 лютого 2010, Казань, Росія) — радянський та російський художник. Народний художник СРСР (1980). Академік Російської академії мистецтв.

## Біографія
Харіс Якупов народився в Казані 23 грудня 1919 року. Закінчив Казанське художнє училище (1940), у якому пізніше викладав (1948-1952).
Якупов був головою правління Союзу художників Татарської АРСР (1951-1975).